# Louisine Havemeyer
Pour les articles homonymes, voir Havemeyer.
Louisine Havemeyer, née Louisine Waldron-Elder le 28 juillet 1855 à New York et morte le 6 janvier 1929 à
Manhattan, est une collectionneuse d'œuvres d'art ancien et moderne, une mécène. Elle est à l'origine de la promotion des impressionnistes aux États-Unis dès la fin du XIXe siècle. 
Deuxième femme du riche capitaine d'industrie, Henry Osborne Havemeyer (organisateur du Trust du sucre qu'il a fondé en 1887), amie de Mary Cassatt qui la guidait dans ses choix, elle a fréquenté les marchands Paul Durand-Ruel, Ambroise Vollard, Théodore Duret. C'est chez elle que les milliardaires new yorkais se réunissaient pour admirer la nouvelle peinture européenne. Elle a ainsi fait connaître les impressionnistes aux Vanderbilt, (en particulier Gertrude Vanderbilt Whitney), les Rockefeller (de la Standard Oil), Andrew Carnegie, les Frick (du trust de l'acier). 
Elle était aussi une militante féministe.

## L'influence de Mary Cassatt

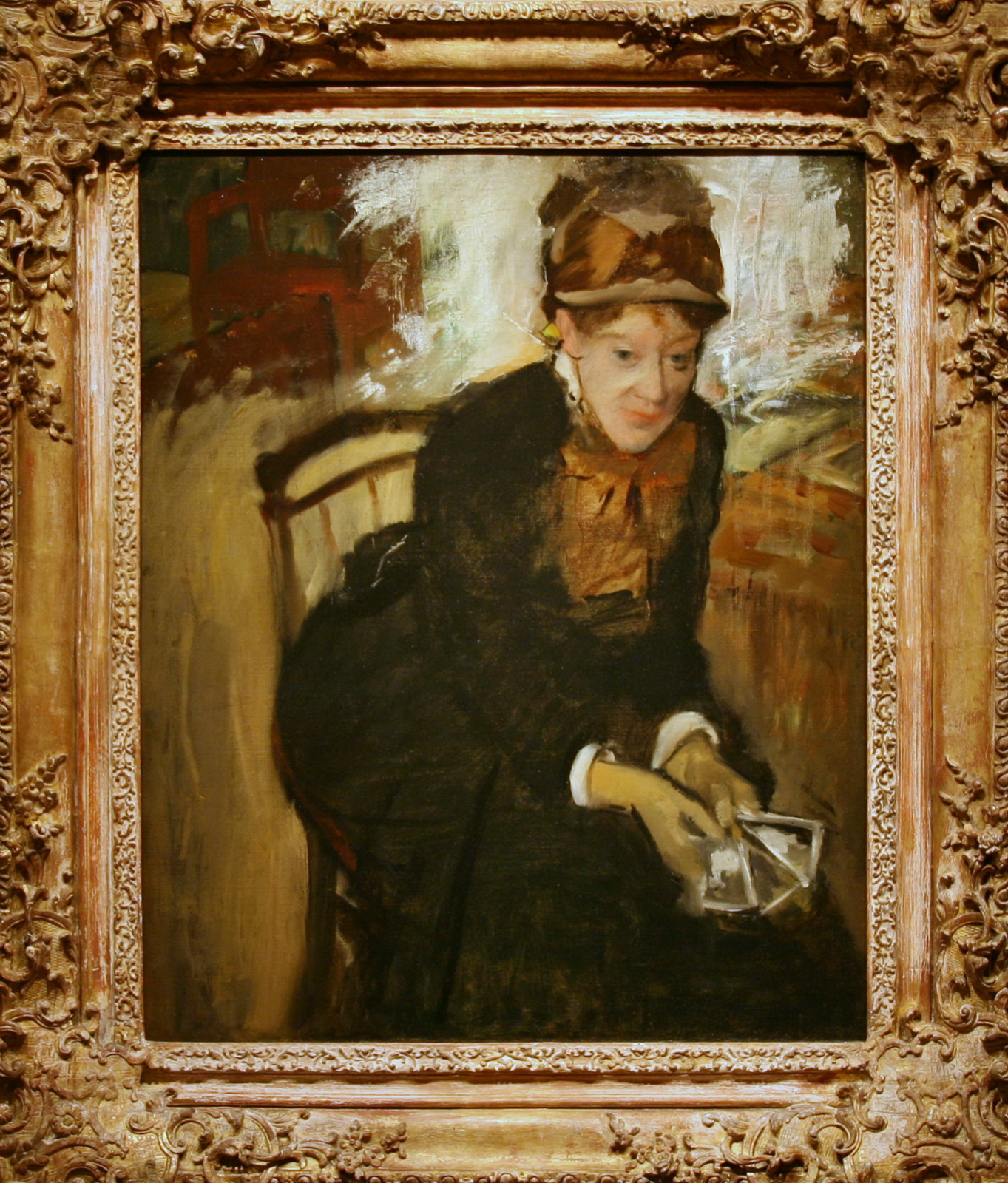
Portrait de Mary Cassatt par Edgar Degas.

C'est Mary Cassatt qui fait découvrir Gustave Courbet aux Havemeyer, mais aussi la peinture Espagnole.  Elle est leur principal conseillère. Si Louisine a une totale confiance dans le goût de Cassatt, son mari Henry est plus circonspect et s'appuie davantage sur son goût personnel. Elle les emmène en voyage en Espagne et les pousse à acheter Majas au balcon de Francisco de Goya qu'ils présentent à la critique française dans leur appartement parisien. Puis Ascension de la Vierge par El Greco, à une époque où le peintre espagnol est encore peu apprécié. À titre personnel, Louisine est très attirée par les pastels de Whistler qu'elle rencontre par la suite en même temps qu'Oscar Wilde. 
Mais Mary Cassatt lui fait découvrir Édouard Manet dont Louisine raffole aussitôt. Elle achète le Bal masqué à l'opéra, elle « souffle » une Nature morte à Moïse de Camondo. Puis elle s'entiche de la période hispanisante du peintre et achète Mlle V. en costume d'espada. 
Toutefois, Louisine hésite à acquérir chez Théodore Duret Le Matador saluant, premier très grand format de Manet, craignant que la taille du tableau ne convienne pas à son mari. Elle finit par se décider lorsque Mary Cassatt affirme : « C'est exactement le format que voulait Manet (...) ». En fait, Henry Osborne Havemeyer s'entiche à son tour des grands formats de Manet et acquiert aussitôt le Jeune Homme en costume de majo qui faisait également partie de la période hispanisante de Manet. 
Le couple lèguera les deux tableaux au Metropolitan Museum of Art de New York en 1929 en même temps qu'une quantité d'autres tableaux de maîtres anciens et modernes.

## La passion de l'impressionnisme
Sa passion pour l'impressionnisme lui fait rechercher tous les peintres de ce groupe à partir de 1889. À Georges Clemenceau, elle achète un portrait de Mary Cassatt par Manet. D'Edgar Degas, elle acquiert la Répétition de ballet, mais aussi une toile pour laquelle Mary Cassatt a servi de modèle, intitulée : Modiste, puis Chevaux et Jockey, Le Ballet de « Robert le Diable » (1871), Répétition de Ballet, et quantité d'autres œuvres parmi lesquelles le portrait d'une sœur de Berthe Morisot. En tout, dans la collection Havemeyer, Louisine fait entrer onze Manet, un Pissarro, un Renoir, cinquante études et tableaux de Degas, cinq Cézanne, un Pissarro. Une très grande partie de lces tableaux fait partie du legs au Metropolitan Museum of Art de New York en 1929.

## La féministe

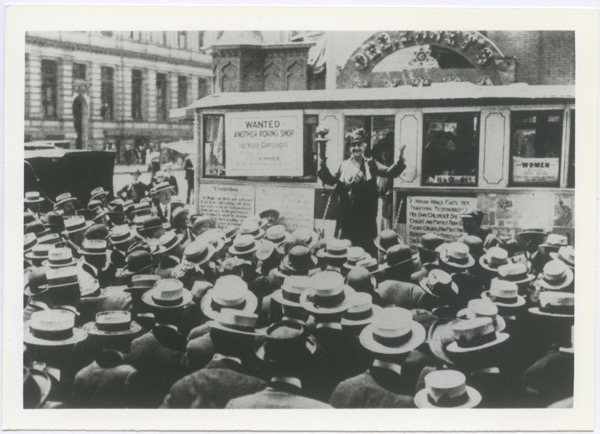
Louisine Havemeyer parlant du droit de vote des femmes en 1915, la à la main.

Louisine Havemeyer était aussi une suffragette qui a milité pour les droits des femmes, en particulier le droit de vote, qui leur sera accordé en 1919 aux États-Unis par le XIXe amendement.